# آنومالی تویسرکان ۶
آنومالی تویسرکان ۶ یک اندیس فلزی است که در حوالی شهر تویسرکان استان همدان قرار دارد و مادهٔ معدنی موجود در آن، طلا است. سنگ میزبان این اندیس رگه‌های کوارتز _ فلدسپاتی است